# Zutkerque
Zutkerque település Franciaországban, Pas-de-Calais megyében. Lakosainak száma 1795 fő (2022. január 1.). Zutkerque Nortkerque, Tournehem-sur-la-Hem, Audruicq, Louches, Nielles-lès-Ardres, Polincove, Recques-sur-Hem és Zouafques községekkel határos.

## Népesség
A település népessége az elmúlt években az alábbi módon változott:
| Lakosok száma | 1714 | 1733 | 1763 | 1753 | 1773 | 1784 | 1788 | 1791 | 1795 |
|               | 2013 | 2015 | 2016 | 2017 | 2018 | 2019 | 2020 | 2021 | 2022 |